# Aspach (Autriche)
Pour les articles homonymes, voir Aspach.
Aspach (Bavarois: Oschboch) est une commune autrichienne du district de Braunau am Inn en Haute-Autriche.